# سولومون سترونج
سولومون سترونج (بالإنجليزية: Solomon Strong)‏ هو قاضي ومحامي وسياسي أمريكي، ولد في 2 مارس 1780 في الولايات المتحدة، وتوفي في 16 سبتمبر 1850 في الولايات المتحدة. حزبياً، نشط في الحزب الفيدرالي الأمريكي. وقد انتخب عضو مجلس النواب الأمريكي.